# Коміта I
Коміта I (італ. Comita I; д/н — 1116) — 7-й юдик (володар) Арборейського юдикату в 1110—1112 роках.

## Життєпис
Походив з династії Лакон-Гунале. Син Орцокко II, юдика Арбореї, та Марії ді Орву (Орру). Народився десь напочатку 1080-х років. У 1112 році успадкував трон. У 1114—1116 роках допомагав генуезцям і пізанцям в походах проти Майоркської тайфи.
Коміта I помер 1116 року. Трон успадкував його родич за жіночою лінією Гоннаріо II, який до того пошлюбив Елеонору, доньку Коміти I.

## Родина
- Марія
- Елеонора (Олена), дружина Гоннаріо II, юдики Арбореї